# Flensborg Avis

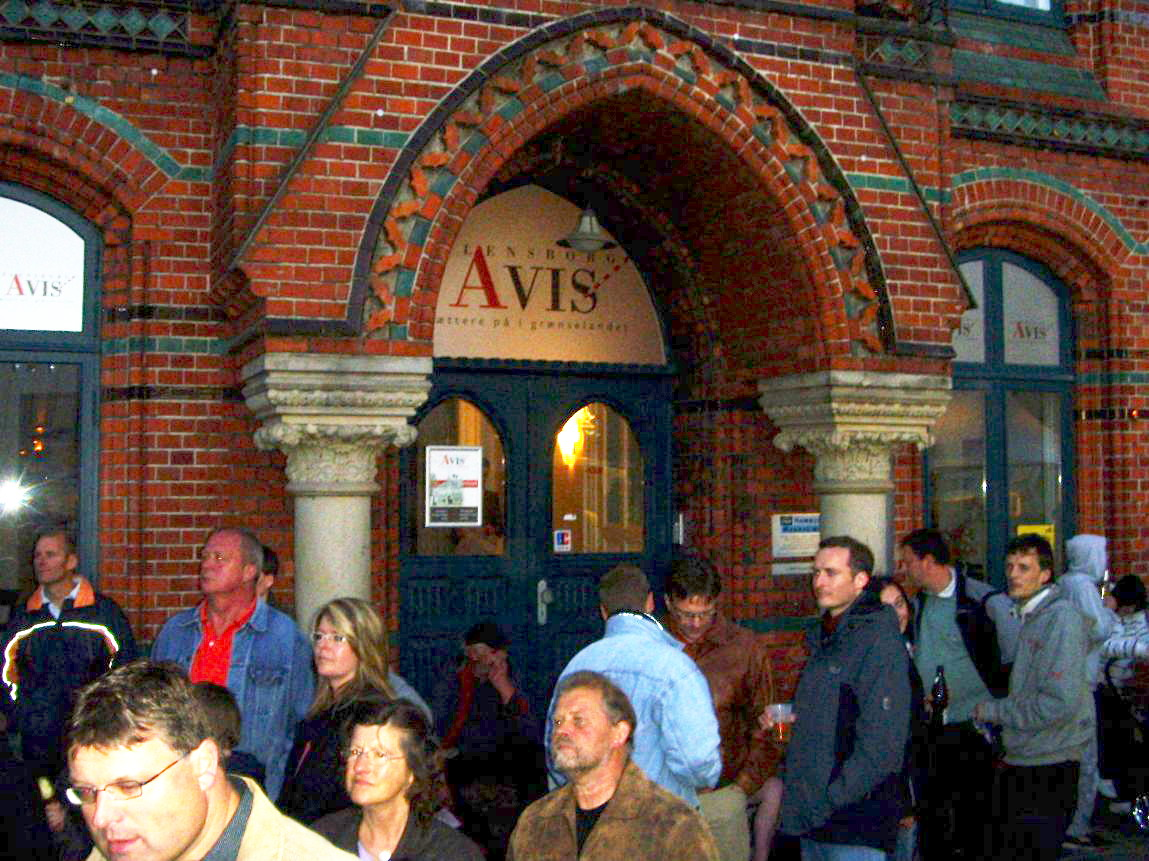
Flensborg Avis redaktion vid Schiffbrückstraße i centrala Flensburg.

Flensborg Avis är en dansk- och tyskspråkig tidning, som utges i Flensburg i Sydslesvig i det tyska förbundslandet Schleswig-Holstein. Målgrupper är den danska minoriteten söder om den danska statsgränsen, samt sydslesvigare bosatta i Danmark och danska medborgare med intresse för gränslandet, häribland särskilt medlemmar av Grænseforeningen. Första numret utkom den 1 oktober 1869.

## Verksamhet
Tidningen utkommer sex gånger om veckan med en upplaga på omkring 5 800 exemplar. På torsdagar utkommer tidningen i en upplaga på cirka 15 000 exemplar, då alla hushåll som är medlemmar av Sydslesvigsk Forening denna dag får sig tillsänt varsitt exemplar som medlemsförmån.
Lokalredaktioner finns förutom huvudkontoret i Flensburg även i Kiel (västra delen av staden som bland annat i Kiels parlament), Schleswig, Husum och Niebüll. Flensborg Avis är den enda danskspråkiga tidningen i Tyskland. Flensborg Avis producerar på alla veckans vardagar ett danskspråkigt inslag av ett par minuters längd i den privata radiostation Radio Schleswig-Holstein, som tidningen har en liten aktieandel i.
Tidningen mottager varje år cirka 20 miljoner danska kronor i driftstillskott från den danska staten. Pengarna kanaliseras via det danska undervisningsministeriet, och eventuella justeringar i beloppet beviljas av Folketingets Udvalget for Sydslesvigske Anliggende, också kallat Femmandsudvalget.

## Historia

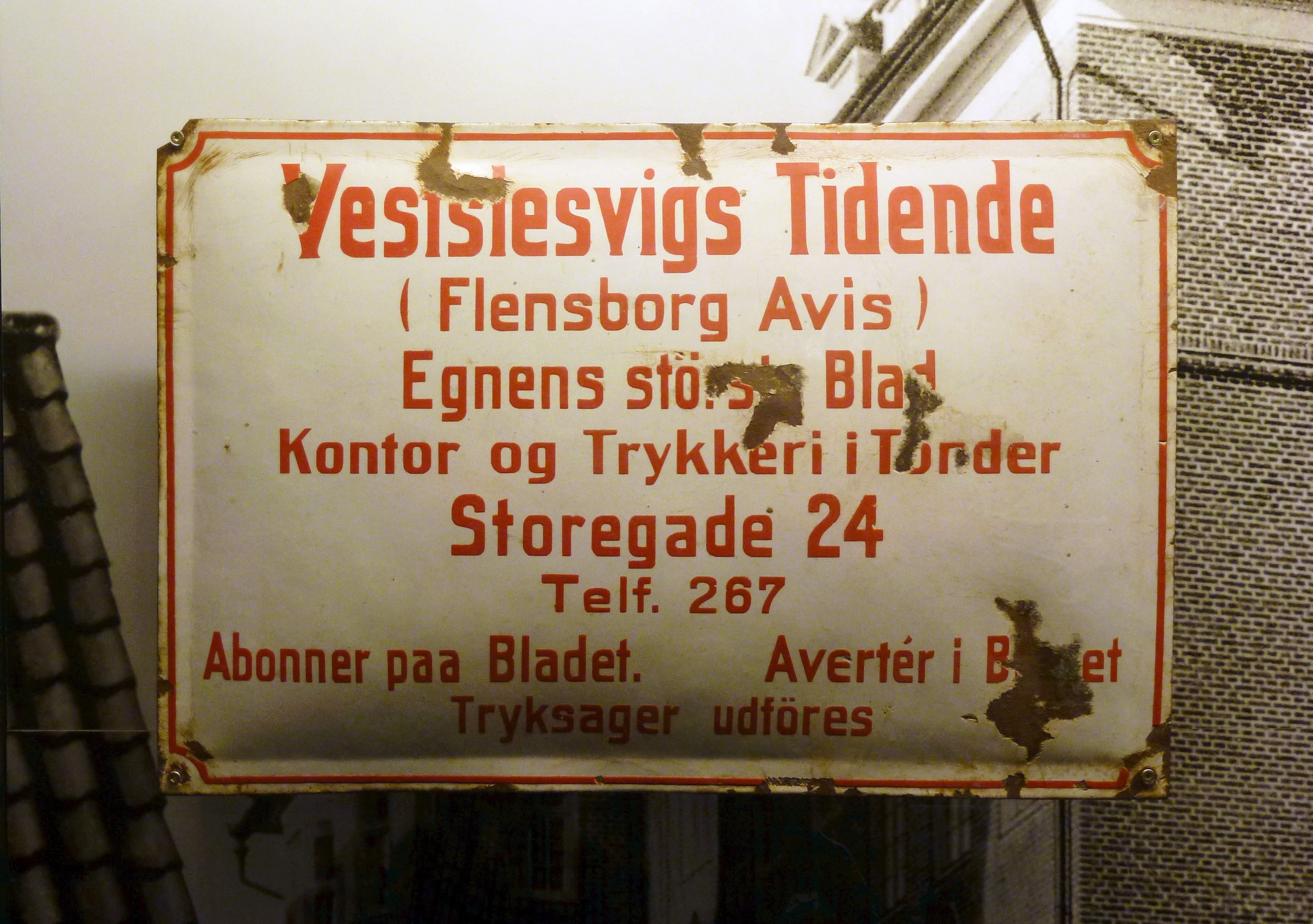
Historisk emaljskylt i Danevirke Museum.

Flensborg Avis är Sønderjyllands äldsta dagblad. Tidningen grundlades 1869 av Gustav Johannsen, som fram till 1883 var chefredaktör. Han höll tidningen på en moderat linje, men efter att den mer stridbare Jens Jessen övertog redaktörsstolen blev linjen mer radikal, vilket Jens Jessen också måste betala för med sammanlagt cirka fyra års fängelsevistelse under sin redaktörstid. Då Jens Jessen dog 1906 övertog Ernst Christiansen värvet, som han höll fast vid ända till 1940, då han av de nazistiska myndigheterna fick pålagt skrivförbud.
Efter Nazitysklands sammanbrott 1945 argumenterade Flensborg Avis starkt men förgäves för Sydslesvigs återförening med Danmark. Efter 1946 har tidningen varit ett starkt stöd för den danska minoriteten och dess parti Sydslesvigsk Vælgerforening (SSW). Berlin-korrespondenten Jacob Kronika var chefredaktör under perioden från 1960 till 1963. Sistnämnda år övertog Karl Otto Meyer chefredaktörskapet och kvarstod på posten fram till 1985, samtidigt som han var chefredaktör för Flensborg Avis, var han också ordförande för SSW 1960–1975 och SSW:s representant i lantdagen i Kiel 1971–1996.
År 1974 fusionerades Flensborg Avis med den dansksinnade, men tyskspråkiga tidningen Südschleswigsche Heimat-Zeitung. Från 1986 utkommer Flensborg Avis som en gemensam tidning med några tyskspråkiga sidor. Nuvarande chefredaktören heter Bjarne Lønborg.